# Apophua carinata
Apophua carinata är en stekelart som beskrevs av Morley 1913. Apophua carinata ingår i släktet Apophua och familjen brokparasitsteklar. Inga underarter finns listade i Catalogue of Life.